# Tetsuya Okabe
Tetsuya Okabe (jap. 岡部 哲也, Okabe Tetsuya; * 15. Mai 1965 in Otaru, Hokkaidō) war einer der besten japanischen Slalom-Skifahrer. Von 1985 bis 1994 nahm er an acht Alpinen Skiweltcups teil.
Seine besten Platzierungen waren 
- 2. Platz im alpinen Skiweltcup 1988 am 22. März in Oppdal
- 3. Platz im alpinen Skiweltcup 1990 am 12. Januar in Schladming